# Zima jednog lava (1968.)
Zima jednog lava (eng. The Lion in Winter) je povijesna kostimirana drama  Anthonyja Harveyja iz 1968., temeljena na broadwayskom komadu  Jamesa Goldmana.
U glavnim ulogama pojavljuju se Peter O'Toole kao kralj  Henrik II. i Katharine Hepburn kao njegova žena, Eleanor od  Akvitanije.  Rikarda Lavljeg Srca glumio je Anthony Hopkins, što je bio njegov filmski debi,  Ivana Nigel Terry, a Geoffreyja John Castle. Timothy Dalton također je ostvario svoj debi ulogom kralja  Filipa II. Nigel Stock glumio je kapetana Williama Marshalla.

## Radnja
Film je radnjom smješten oko Božića 1138. u dvorcu Henrika Anžuvinca u Anžuvinskom Carstvu.
Ostarjeli i popustljivi kralj Henrik II. okuplja članove obitelji na sastanak na kojem bi se trebalo odlučiti tko će biti njegov nasljednik. Na okupljanje su pozvani njegova žena spletkarica koja je upravo izašla iz zatvora, kraljica Eleanor od Akvitanije (Katharine Hepburn) i njegova tri sina, princ Rikard Lavljeg Srca (Anthony Hopkins), Geoffrey, Vojvoda od Britanije i princ Ivan (Nigel Terry), od kojih sva trojica žele tron. Na dvoru su prisutni i mladi ali lukavi kralj Filip II. od Francuske (Timothy Dalton), sin Eleanorina bivšeg muža, i Filipova polusestra Alais (Jane Merrow), kćer  Luja VII. od Francuske. Alais je bila zaručena za Rikarda, ali je zapravo Henrikova ljubavnica.  Počinje niz spletki i intriga dok svi pokušavaju ostvariti svoje planove.

## Nagrade i nominacije

### Oscari

#### Pobjede
- Najbolja glumica - Katharine Hepburn
- Najbolji glazbeni broj - John Barry
- Najbolji scenarij - James Goldman

#### Nominacije
- Najbolji film - Martin Poll
- Najbolji redatelj - Anthony Harvey
- Najbolji glumac - Peter O'Toole
- Najbolji dizajn kostima - Margaret Furse

### BAFTA nagrade

#### Pobjede
- Najbolja glumica - Katharine Hepburn
- Nagrada Anthony Aqutih za filmsku glazbu - John Barry

#### Nominacije
- Najbolja fotografija - Douglas Slocombe
- Najbolji kostim dizajna - Margaret Furse
- Najbolji scenarij - James Goldman
- Najbolji zvuk - Chris Greenham
- Najbolji sporedni glumac - Anthony Hopkins
- UN nagrada - Anthony Harvey

### Zlatni globusi

#### Pobjede
- Najbolji film – drama
- Najbolji glumac - drama - Peter O'Toole

#### Nominacije
- Najbolja glumica -  Katharine Hepburn
- Najbolji redatelj - Anthony Harvey
- Najbolji originalni glazbeni broj  - John Barry
- Najbolji scenarij - James Goldman
- Najbolja sporedna glumica - Jane Merrow

## Vanjske poveznice
- Zima jednog lava u internetskoj bazi filmova IMDb-a